# Geistsee
Der Geistsee ist ein See im oberen Gürbetal nahe Thun im Schweizer Kanton Bern. Der Name des Sees bezieht sich nicht auf ein Gespenst, sondern auf die Siedlung Geist nördlich davon.

## Lage
Der See hat eine Fläche von knapp einem Hektar und wird von der Müsche entwässert. Er liegt auf 660 Metern Höhe einige hundert Meter nordöstlich des Dittligsees im Gemeindegebiet von Forst-Längenbühl.

## Umgebung
Die Landschaft um den Geistsee ist hügelig und teilweise bewaldet, besonders südlich des Sees. Der See ist von einem Schilfgürtel umgeben und steht zusammen mit dem Waldgebiet unter Naturschutz.

## Nutzung
Das Seegebiet ist privat und der Öffentlichkeit nicht zugänglich.